# The Stings of Conscience
| Críticas profissionais | Críticas profissionais |
| Avaliações da crítica  | Avaliações da crítica  |
| Fonte                  | Avaliação              |
| ---------------------- | ---------------------- |
| allmusic               | [ 1 ]                  |

The Stings of Conscience é o álbum de estreia da banda Unearth, lançado a 16 de janeiro de 2001.

## Faixas
Todas as faixas por Unearth, exceto onde anotado.
1. "My Heart Bleeds No Longer" —	3:36
2. "One Step Away" — 3:16
3. "Fuel the Fire" — 3:44
4. "Only the People" — 3:46
5. "Stings of Conscience" — 5:05
6. "My Desire" (Dorsey, Josea, Ling, Unearth) — 5:00
7. "Vanishment" — 3:47
8. "Shattered by the Sun" — 3:52
9. "Monition" — 4:58
10. "Stronghold" — 3:24

## Créditos[1]
- Trevor Phipps — Vocal
- Buz McGrath — Guitarra
- Ken Susi — Guitarra
- John Maggard — Baixo
- Mike Justian — Bateria